# Золотой Рог (Владивосток)
Золото́й Рог — длинная узкая бухта к северу от пролива Босфор Восточный Японского моря, по берегам которой расположен город Владивосток. Удобное место стоянки судов. Здесь расположены торговый и рыбный порты, судоремонтные предприятия. Через бухту проложен вантовый Золотой мост. Площадь — 4,44 км².

## Описание
Бухта вдаётся в северный берег пролива Босфор Восточный между мысом Тигровый (43°6,50′ с. ш. 131°53,50′ в. д.) и находящимся в 1,2 морской мили к востоко-северо-востоку от него мысом Голдобина. С северо-запада бухта ограничена полуостровом Шкота.
Глубины на входе в бухту составляют 20—27 м. Далее к вершине бухты они постепенно уменьшаются. Глубины у причалов от 5,2 до 15,2 метра. Грунт на дне илистый. Берега бухты Золотой Рог, изначально преимущественно холмистые и обрывистые, искусственно выровнены и местами расширены для портовых сооружений. Берег вершины бухты низкий, к нему выходит долина, по которой протекает речка Объяснения. Почти на всём протяжении берега укреплены стенками, оборудованы причалами и пирсами.

## История

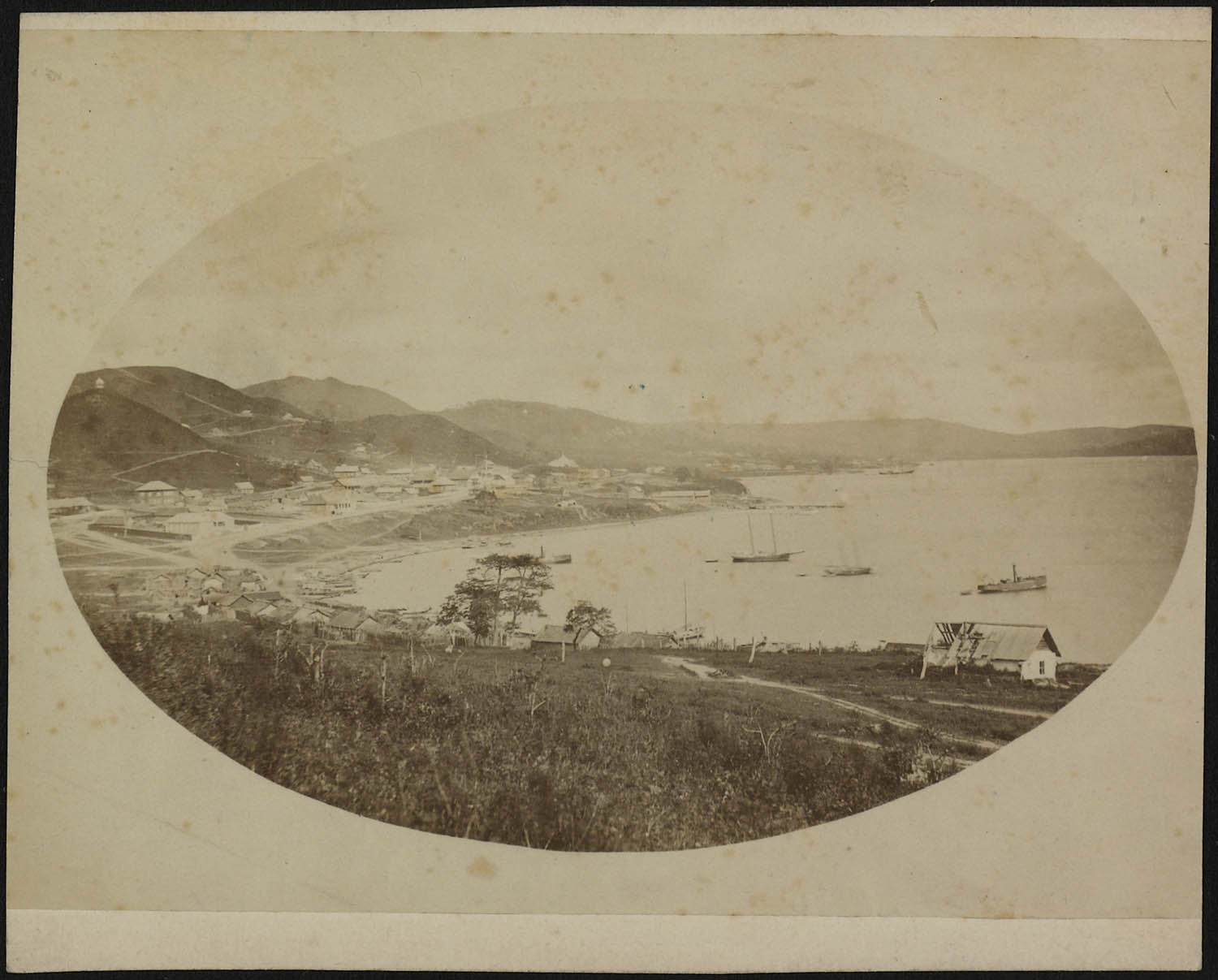
Вид на бухту во 2-й половине XIX века

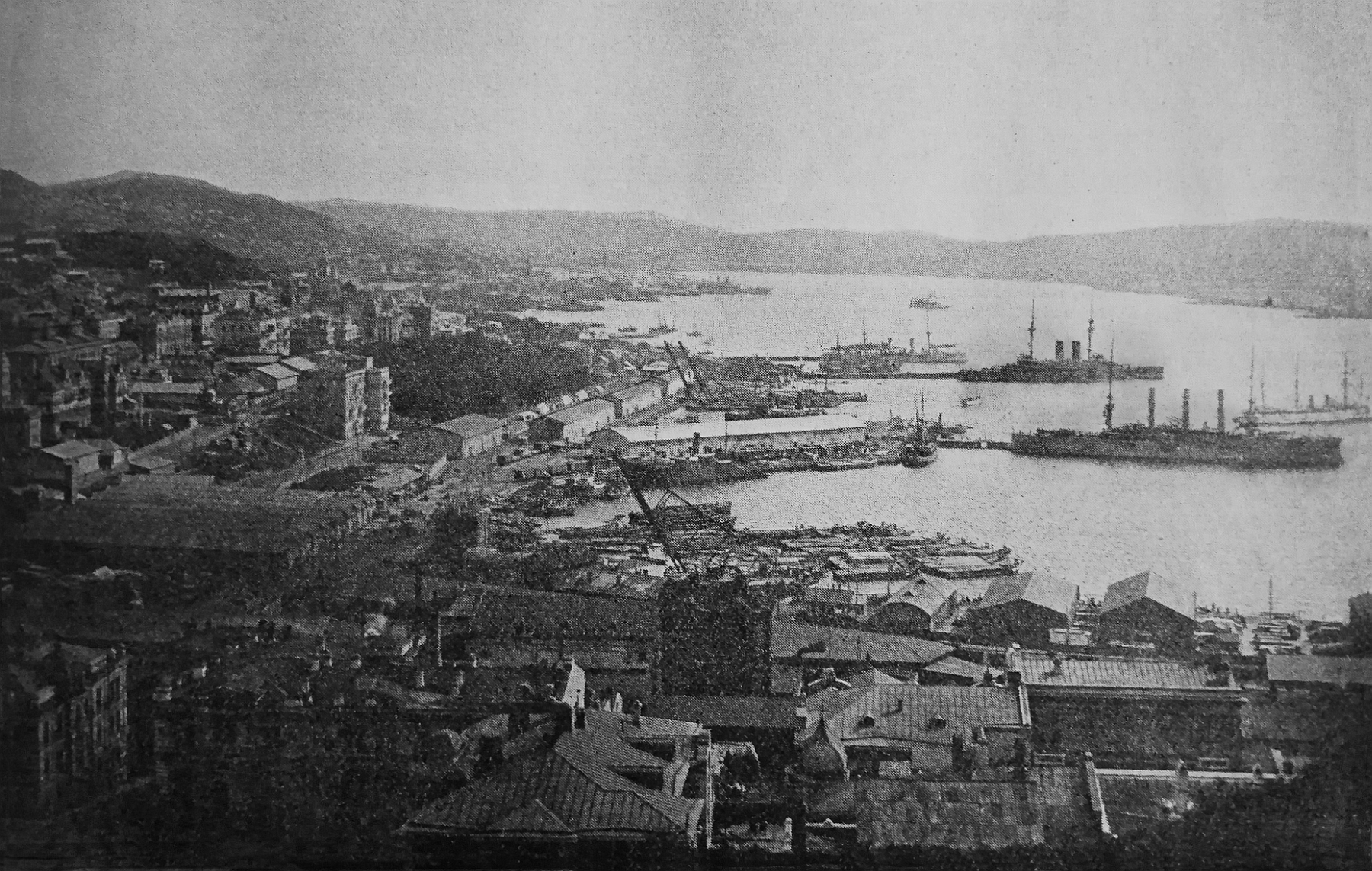
Вид на бухту в начале XX века

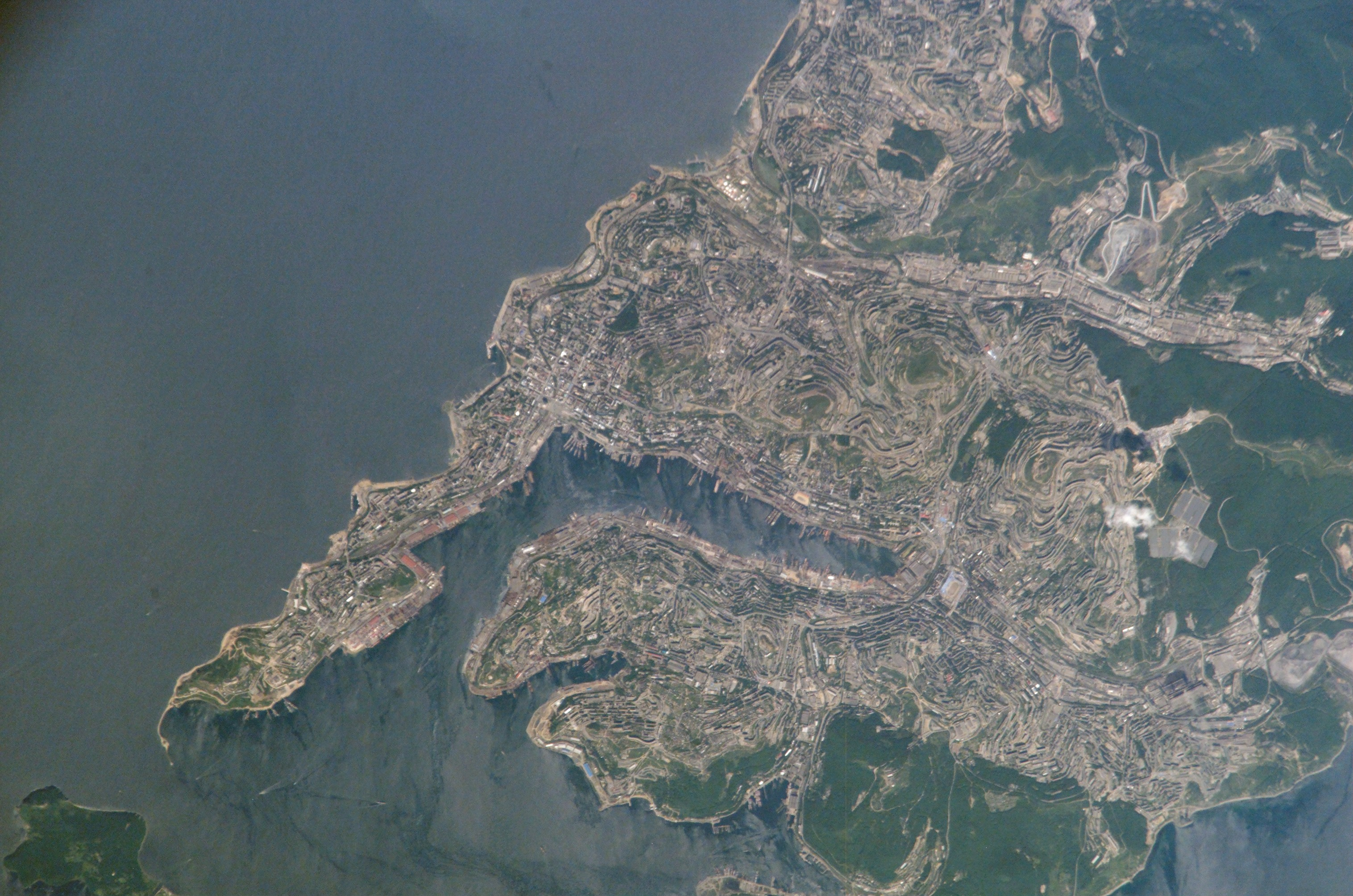
Вид из космоса на Владивосток и бухту (в центре снимка)

Вследствие самоизоляции Японии и закрытости Японского моря залив Петра Великого долго оставался неизвестным европейцам. В 1851 году в бухте Посьет зимовало французское китобойное судно, благодаря которому Европа узнала о заливе в 1852 году.
В 1856 году британские военные корабли — парусный фрегат «Винчестер» (командир Мэй) и паровой шлюп «Барракуда» (командир Фримэн) — обследовали залив Петра Великого. Эти корабли входили в состав англо-французской эскадры, искавшей российскую эскадру во время Крымской войны. Они посетили бухту Золотой Рог и назвали её в честь командира «Винчестера» — Порт Мэй (англ. Port May).
До того времени бухта имела лишь китайское название Хайшэньвай, в переводе означающее «Бухта трепангов» (кит. трад. 海參崴, упр. 海参崴, пиньинь Hǎishēnwǎi).
В 1859 году генерал-губернатор Восточной Сибири Николай Николаевич Муравьёв-Амурский, обходя на пароходо-корвете «Америка» берега залива Петра Великого, обратил особое внимание на хорошо укрытую бухту. Она напоминала бухту Золотой Рог в Стамбуле, и генерал-губернатор предложил назвать её так же, а на берегах бухты приказал основать военный пост, названный Владивостоком. Это название демонстрировало миру, что потеря влияния России из-за поражения в Крымской войне на Чёрном и Средиземном морях компенсировалась укреплением русских владений на Тихом океане.

## Гидрометеорология
Бухта Золотой Рог защищена от волнения всех ветров, кроме штормовых. Осенью и зимой в бухте преобладают северные и северо-западные ветры, сопровождающиеся сухой и ясной погодой, а также понижением температуры и повышением атмосферного давления. Зимние и осенние ветры бывают продолжительными и достигают скорости 6—8 м/с и более. Летом дуют преимущественно южные и юго-восточные ветры, часты дожди и туманы. Летом и весной скорость ветра незначительно меньше, чем зимой.
Туманы в бухте наблюдаются с апреля по август. Чаще всего они наблюдаются в июне и июле. Как правило, туманы проявляются при юго-восточных ветрах, которые приносят их со стороны Уссурийского залива. Во время штиля туманы бывают реже.
Приливы в бухте Золотой Рог неправильные полусуточные.

## Экология
В декабре 2013 года представитель Росгидромета объявил бухту Золотой Рог самой грязной акваторией России. Бухта расположена в центре Владивостока и интенсивно используется в городском хозяйстве. Её берега практически на всём протяжении обустроены причальными сооружениями и заняты под стоянку судов. На берегах бухты расположены Владивостокский морской торговый порт, Владивостокский рыбный порт, судоремонтный завод «Дальзавод», а также части Тихоокеанского флота. В результате небрежного использования экология Золотого Рога находится в бедственном положении. На поверхности её плавает мусор и видна масляная плёнка нефтепродуктов.
Строительство ТЭЦ-2 также оказало влияние на бухту. Если в прошлом бухта полностью замерзала, то теперь даже в сильные морозы остаётся незамёрзшей.
По данным Государственной сети наблюдений, в 2013 году на протяжении всего периода наблюдений (с апреля по ноябрь) поверхность бухты Золотой Рог была покрыта плавающим мусором и нефтяной плёнкой, процент покрытия нефтяными пятнами почти повсеместно достигал уровня 91-100 %. Основным загрязняющим веществом бухты являются нефтяные углеводороды. Отборы проб показали, что среднегодовая концентрация нефтяных углеводородов в толще воды бухты Золотой Рог в 2013 году в 3,6 раза превышала предельно допустимый уровень. А загрязнение нефтяными углеводородами донных отложений в бухте Золотой Рог превышает предельно допустимую концентрацию в 123 раза.
Биологи Дальневосточного федерального университета, взяв в 2017 году со дна бухты в самой грязной её части (район устья речки Объяснения) несколько проб, ни в одной из них не выявили макробентосных форм жизни ‒ многоклеточных организмов размером более 1 мм, которые обитают на дне. К 2018 году в бухту ежегодно сбрасывается 14,2 млн м³ сточных вод, из них 9,4 млн м³ — без очистки.

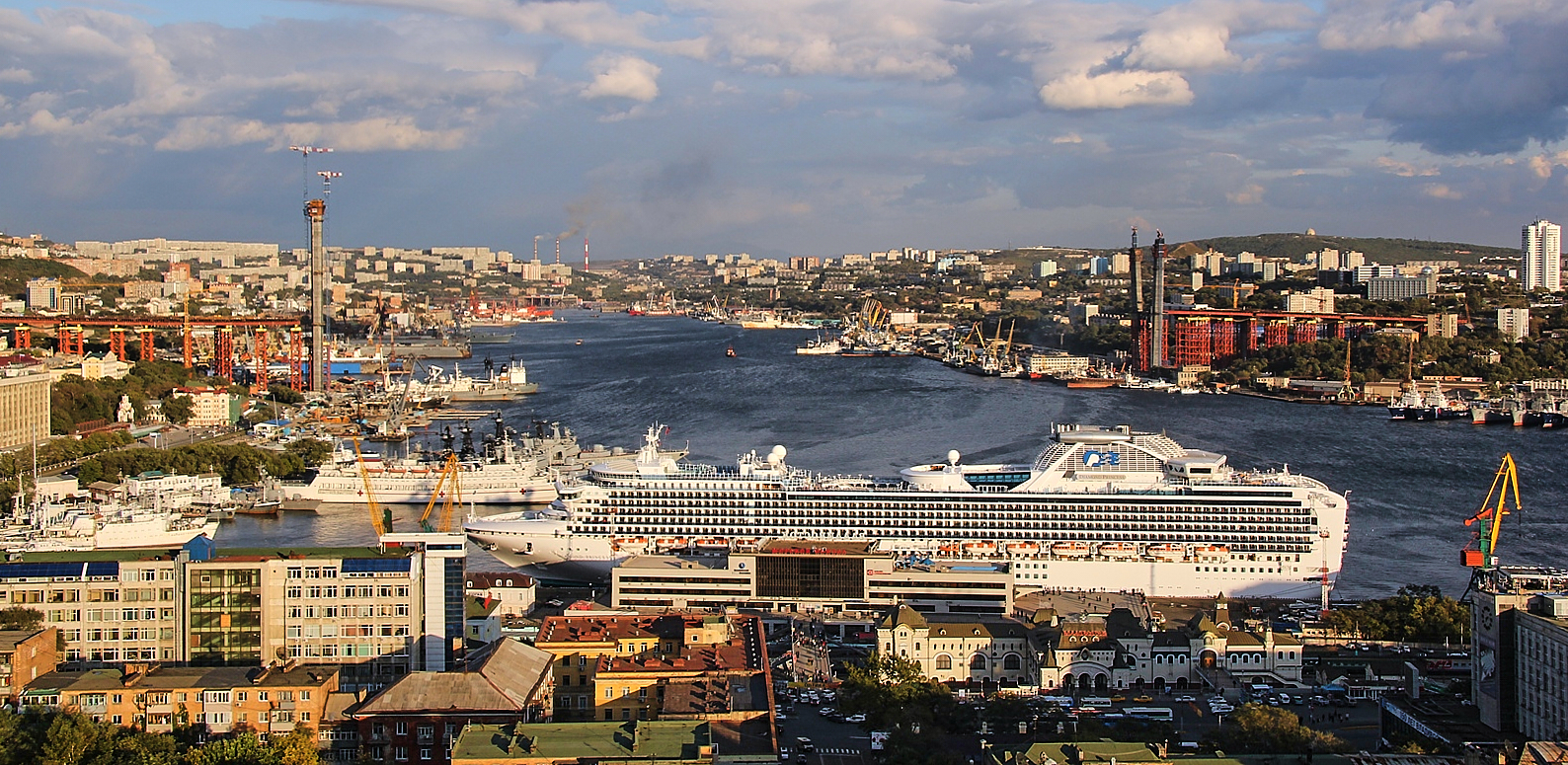
Строительство Золотого моста (2010)
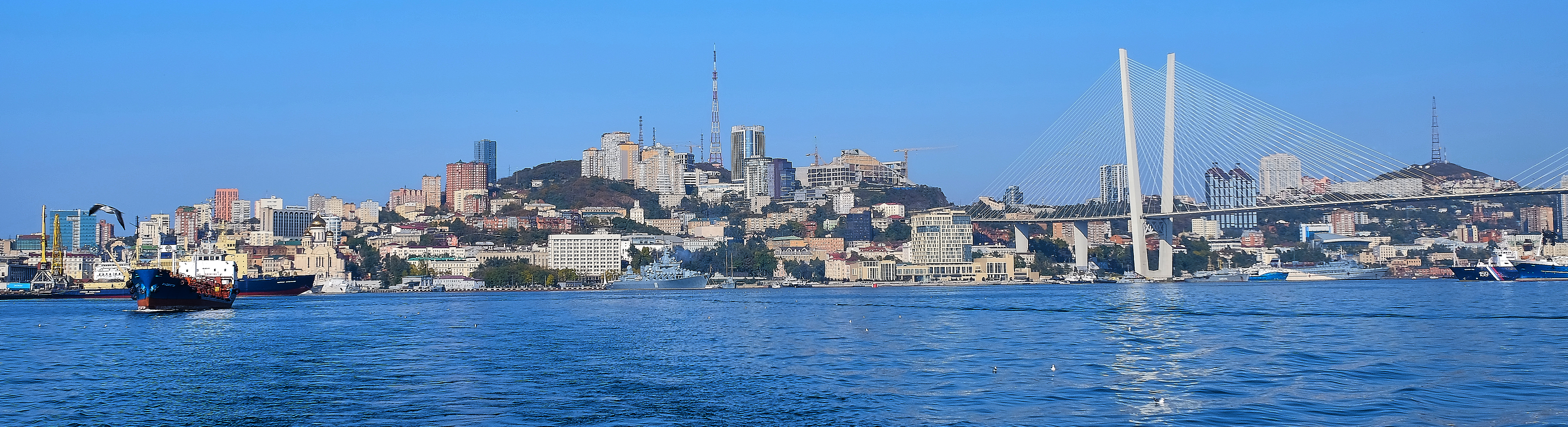
Вход в бухту
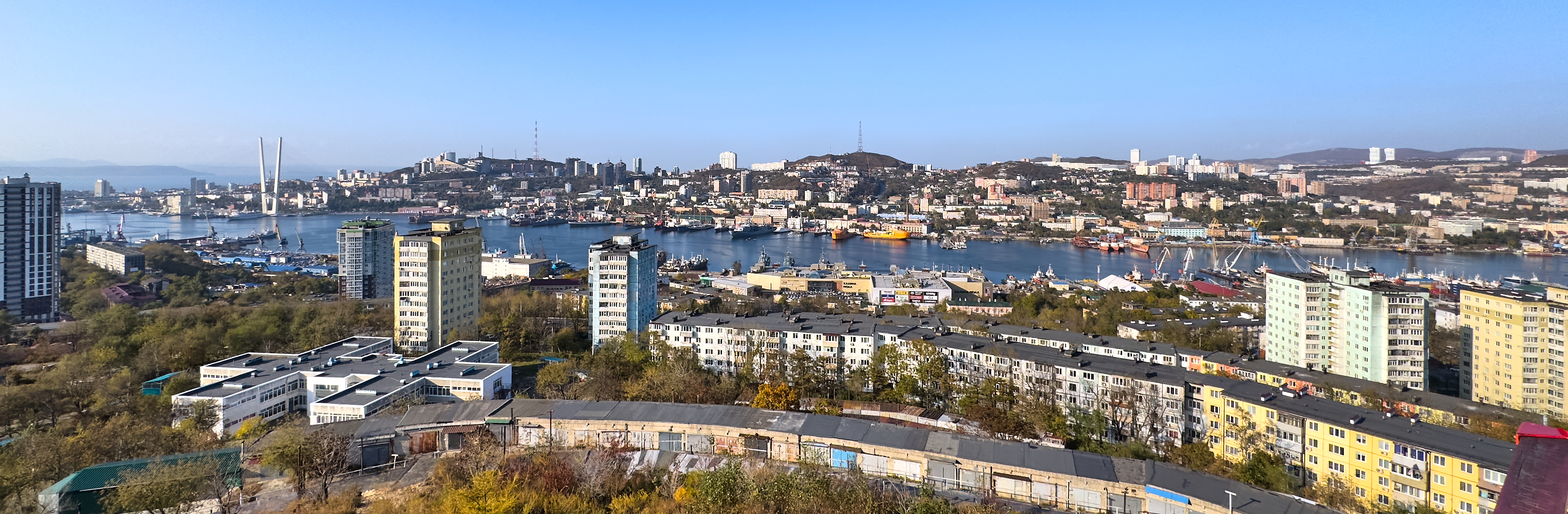
Вид с сопки Бурачека
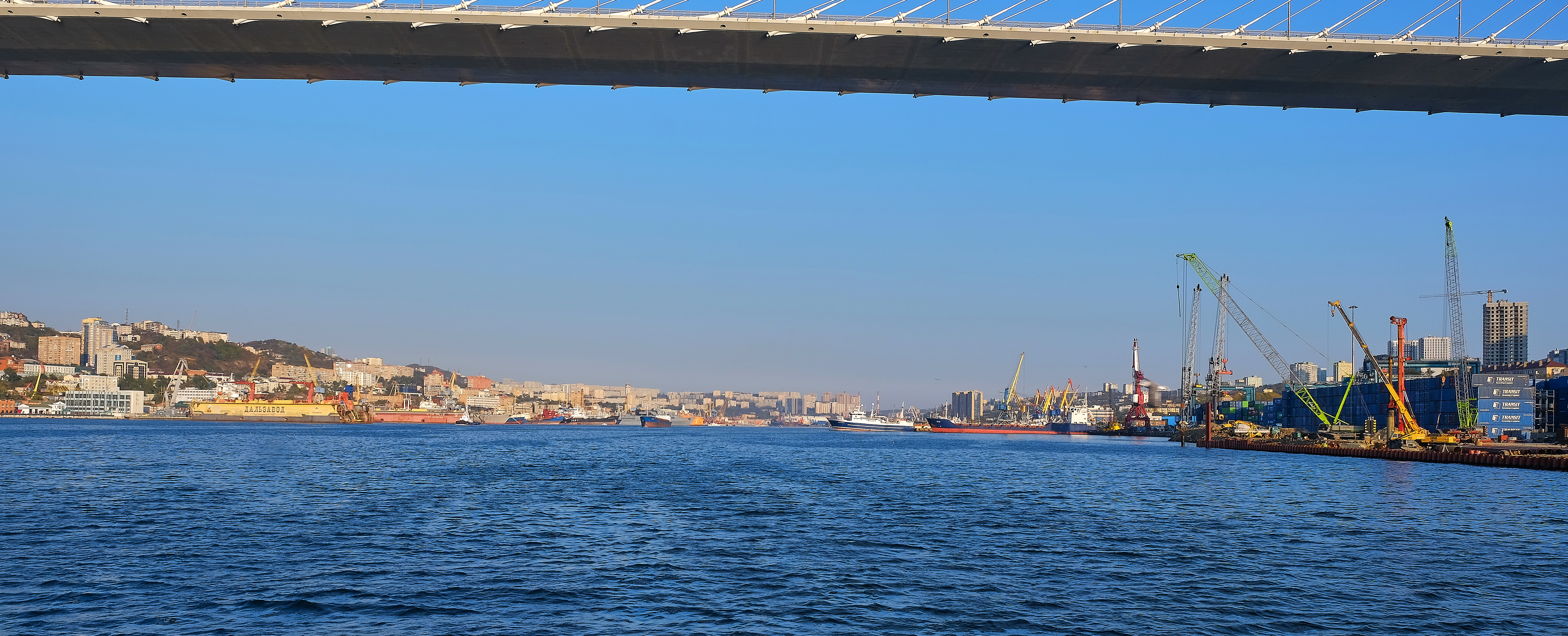
Вид из акватории бухты
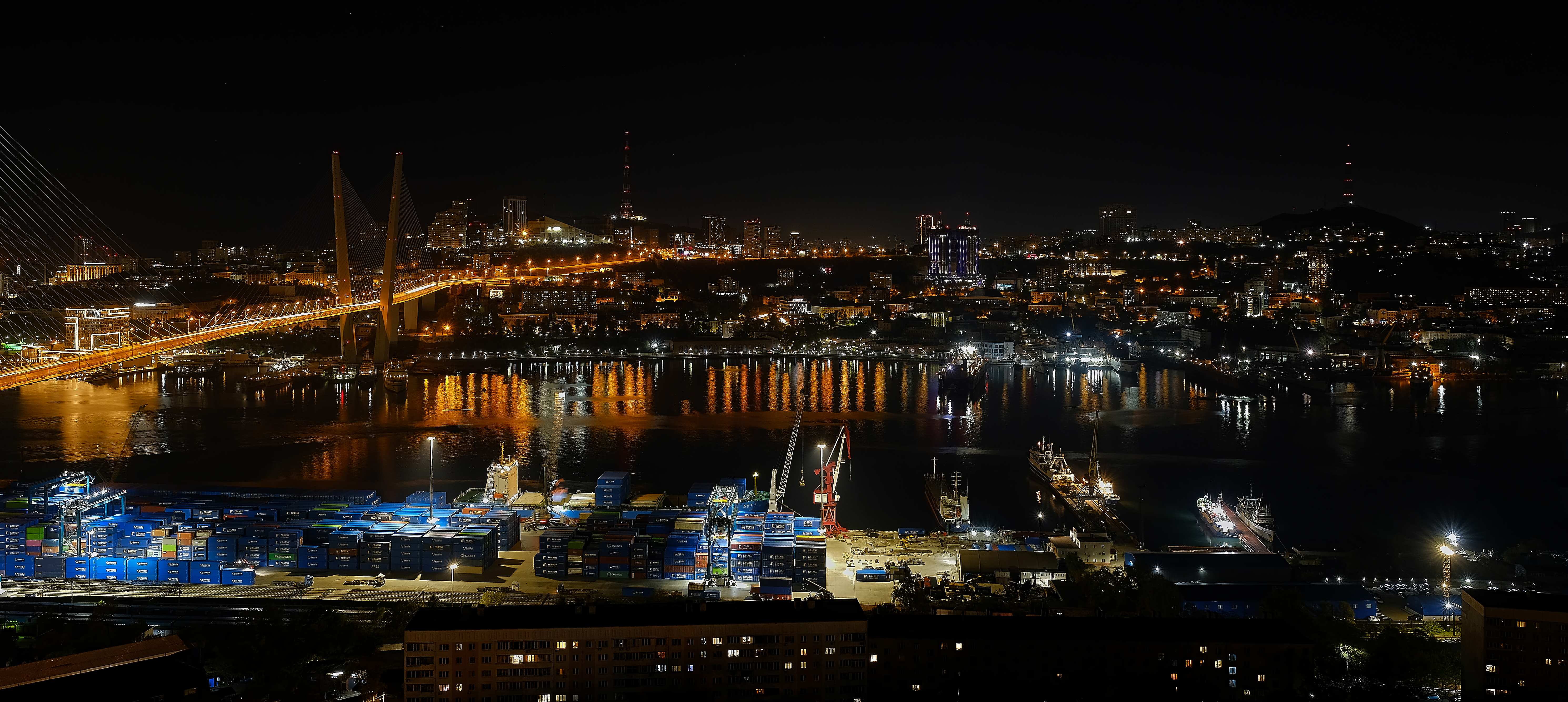
Вечерний вид